# (2100) Ra-Shalom
(2100) Ra-Shalom es un asteroide perteneciente a los asteroides Atón descubierto por Eleanor Francis Helin el 10 de septiembre de 1978 desde el observatorio del Monte Palomar, Estados Unidos.

## Designación y nombre
Ra-Shalom recibió al principio la designación de 1978 RA.
Posteriormente se nombró por el dios egipcio Ra y la palabra hebrea «shalom», de significado «paz», para conmemorar los acuerdos de Camp David de 1978.

## Características orbitales
Ra-Shalom está situado a una distancia media del Sol de 0,8321 ua, pudiendo alejarse hasta 1,195 ua y acercarse hasta 0,4689 ua. Tiene una excentricidad de 0,4365 y una inclinación orbital de 15,76°. Emplea 277,2 días en completar una órbita alrededor del Sol.